# Ботсвана на летних Олимпийских играх 2012
Ботсвана принимала участие в летних Олимпийских играх 2012 года, которые проходили в Лондоне (Великобритания) с 27 июля по 12 августа, где её представляли 4 спортсмена в двух видах спорта. На церемонии открытия Олимпийских игр флаг Ботсваны несла бегунья Амантле Мончхо, а на церемонии закрытия — боксёр Отенг Отенг.
Летние Олимпийские игры 2012 для Ботсваны стали самыми успешными играми — впервые была завоёвана олимпийская медаль. Серебряную медаль завоевал бегун Найджел Амос, занявший третье место в финале 800-метровой дистанции. Помимо этого Найджел Амос в финале установил два рекорда: юниорский мировой рекорд и рекорд Ботсваны.

## Медали
| Серебро |              |                                       |           |
| №       | Спортсмены   | Вид спорта (дисциплина)               | Дата      |
| 1       | Найджел Амос | Лёгкая атлетика (мужчины, 800 метров) | 9 августа |

## Состав и результаты

### Бокс
Мужчины
| Соревнование | Спортсмены  | 1/16 финала           | 1/8 финала           | Четвертьфинал        | Полуфинал            | Финал                | Место |
| Соревнование | Спортсмены  | Соперник Результат    | Соперник Результат   | Соперник Результат   | Соперник Результат   | Соперник Результат   | Место |
| ------------ | ----------- | --------------------- | -------------------- | -------------------- | -------------------- | -------------------- | ----- |
| до 52 кг     | Отенг Отенг | PURХ. Синтрон П 12:14 | Завершил выступление | Завершил выступление | Завершил выступление | Завершил выступление | 17    |

### Лёгкая атлетика
Мужчины
Беговые виды
| Соревнование | Спортсмены    | Отборочный раунд | Отборочный раунд | Отборочный раунд | Полуфинал            | Полуфинал            | Полуфинал            | Финал                | Финал                |
| Соревнование | Спортсмены    | Забег            | Результат        | Место            | Забег                | Результат            | Место                | Результат            | Место                |
| ------------ | ------------- | ---------------- | ---------------- | ---------------- | -------------------- | -------------------- | -------------------- | -------------------- | -------------------- |
| 400 метров   | Айзек Макуала | 2                | 45,67            | 4                | Завершил выступление | Завершил выступление | Завершил выступление | Завершил выступление | Завершил выступление |
| 800 метров   | Найджел Амос  | 1                | 1:45,90          | 1 Q              | 1                    | 1:44,54              | 2 Q                  | 1:41,73 (WJR)        | 2                    |

Женщины
Беговые виды
| Соревнование | Спортсмены     | Отборочный раунд | Отборочный раунд | Отборочный раунд | Полуфинал | Полуфинал | Полуфинал | Финал     | Финал |
| Соревнование | Спортсмены     | Забег            | Результат        | Место            | Забег     | Результат | Место     | Результат | Место |
| ------------ | -------------- | ---------------- | ---------------- | ---------------- | --------- | --------- | --------- | --------- | ----- |
| 400 метров   | Амантле Мончхо | 2                | 50,40            | 1 Q              | 2         | 50,15     | 1 Q       | 49,75     | 4     |